# 圣保罗蒙珀尼
圣保罗蒙珀尼（法語：Saint-Paul-Mont-Penit，法語發音：[sɛ̃ pɔl mɔ̃ pəni]）是法国卢瓦尔河地区大区旺代省的一个市镇，属于莱萨布勒多洛讷区。

## 地理
圣保罗蒙珀尼（46°47'52"N, 1°39'36"W）面积16.58 平方千米，位于法国卢瓦尔河地区大区旺代省，该省份为法国西部沿海省份，北起大西洋卢瓦尔省和曼恩-卢瓦尔省，西临大西洋，南至滨海夏朗德省，东部及东南部与德塞夫勒省接壤。
与圣保罗蒙珀尼接壤的市镇（或旧市镇、城区）包括：拉沙佩勒帕吕欧、法勒龙、格朗朗德、马谢、帕吕欧、利涅龙河畔圣克里斯托夫、圣艾蒂安迪布瓦。

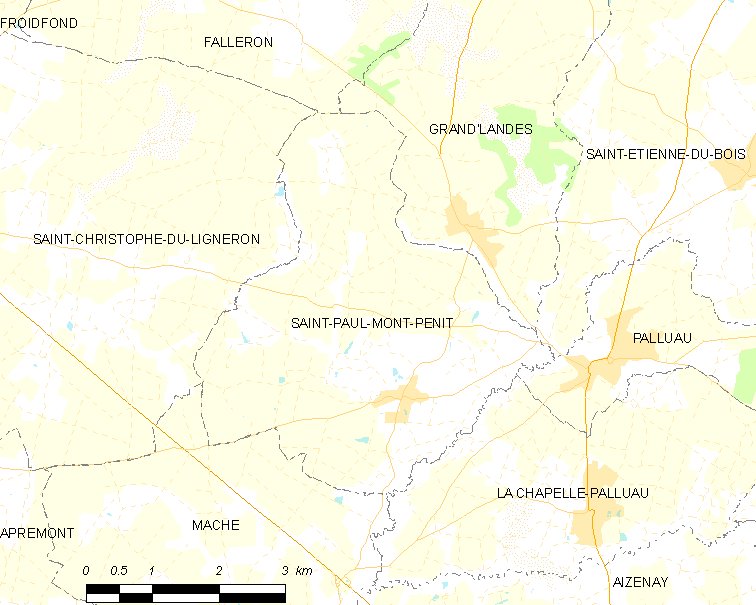
圣保罗蒙珀尼的OSM定位图

圣保罗蒙珀尼的时区为UTC+01:00、UTC+02:00（夏令时）。

## 行政
圣保罗蒙珀尼的邮政编码为85670，INSEE市镇编码为85260。

## 政治
圣保罗蒙珀尼所属的省级选区为沙朗县。

## 人口

1962-2008年间圣保罗蒙珀尼人口变化图示

圣保罗蒙珀尼于2022年1月1日时的人口数量为857人。